# Ioann Złatoust
Ioann Złatoust (ros. Иоанн Златоуст) – pancernik generacji przeddrednotów Floty Czarnomorskiej Marynarki Wojennej Imperium Rosyjskiego, główny okręt obejmującego dwie jednostki typu Ioann Złatoust. Służył bojowo podczas I wojny światowej. 

## Budowa
„Ioann Złatoust” był pierwszym z dwóch pancerników typu Ioann Złatoust, nazywanego w literaturze także typem Jewstafij, zaprojektowanego dla rosyjskiej Floty Czarnomorskiej jako ostatni typ przeddrednotów tej floty. Budowę obu okrętów zamówiono w 1903 roku i 23 czerwca 1903 roku car wybrał dla nich nazwy, a już 30 czerwca wciągnięto je na listę floty. W tym samym miesiącu w Łazarewskiej stoczni Admiralicji w Sewastopolu przystąpiono do opracowania rysunków wykonawczych pancernika „Ioann Złatoust” (Jan Chryzostom, Jan Złotousty) – zakład ten był wiodącym konstruktorem okrętów tego typu (drugi – „Jewstafij” – budowany był w Mikołajowie). Budowę „Ioanna Złatousta” rozpoczęto 1 listopada 1903 roku. Oficjalna uroczystość położenia stępki miała miejsce 31 października 1904 roku.
Stal konstrukcyjną dla obu okrętów dostarczały różne rosyjskie zakłady, płyty pancerne dostarczały Zakłady Iżorskie i Obuchowskie, z wyjątkiem wież artylerii, zaprojektowanych i wykonanych przez Zakłady Metaliczne. „Ioann Złatoust” otrzymał wieże budowane początkowo dla pancernika „Czesma”, z którego modernizacji zrezygnowano. Lufy dział dostarczyły Zakłady Obuchowskie. Prace przebiegały początkowo dość szybko, zważywszy na zakłócenia spowodowane wojną z Japonią i rewolucją 1905 roku, a wodowanie nastąpiło 30 kwietnia 1906 roku. Jednakże prace wykończeniowe uległy poważnemu opóźnieniu, z powodu konieczności wprowadzenia wielu zmian konstrukcyjnych po lekcji, jaką flota imperium otrzymała w czasie wojny rosyjsko-japońskiej, a także opóźnień poddostawców. W międzyczasie, w 1907 roku okręty przeklasyfikowano z pancerników eskadrowych (eskadriennyj bronienosjec) na okręty liniowe (liniejnyj korabl). 
Dopiero 13 lipca 1910 roku „Ioann Złatoust” rozpoczął próby morskie. Osiągnięto wówczas prędkość 16,2 węzła (największa prędkość osiągnięta w toku służby wynosiła 17,05 węzła w 1914 roku), maksymalna indykowana moc maszyn podczas prób wyniosła 10 990 KM. Jesienią 1910 roku przeprowadzono próby artylerii i 26 stycznia 1911 roku podpisano akt odbiorczy mechanizmów okrętu. Koszt budowy wyniósł 13 784 760 rubli. Oddanie „Ioanna Złatousta” do służby nastąpiło 19 marca 1911 roku, dwa miesiące przed drugim okrętem typu. Od bliźniaczego okrętu „Ioann Złatoust” odróżniał się m.in. zaokrąglonymi kołpakami na kominach („Jewstafij” miał płaskie). Nosił on także czerwony, następnie niebieski pas na środkowym kominie („Jewstafij” – dwa pasy na drugim i trzecim kominie, a następnie jeden niebieski na pierwszym kominie).
Pancernik nie przechodził znaczących modernizacji w toku służby. Wiosną 1914 roku zdjęto 6 dział 75 mm z kazamat, w związku z planami dozbrojenia okrętu w 2 działa 203 mm, jednakże nie doszło do wzmocnienia artylerii z uwagi na ograniczoną liczbę dział w dyspozycji, a następnie wybuch wojny i niemożność wycofania w tym celu okręt ze służby. Pozostałe działa 75 mm usunięto w 1915 roku, montując 4 działa przeciwlotnicze (o kącie podniesienia lufy 51°. W maju 1916 zdemontowano je, a w październiku 1916 zamontowano 2 działa przeciwlotnicze 63,5 mm (na dachu wież) oraz 2 brytyjskie automatyczne działka 40 mm.

## Służba

### Przed wojną
Po wejściu do służby, 29 lipca 1911 roku (starego stylu) oba nowe pancerniki weszły w skład brygady okrętów liniowych, wraz z pancernikami „Pantielejmon” i „Rostisław” (zastąpionym później przez „Tri Swiatitiela”). Uczestniczyły następnie w szkoleniu, manewrach floty i rejsach zagranicznych. 

### I wojna światowa
Wkrótce po rozpoczęciu działań wojennych między Rosją a Turcją, 5 (18) listopada 1914 r. doszło do potyczki koło przylądka Sarycz między rosyjskimi siłami głównymi, w skład których wchodził „Ioann Złatoust”, a niemieckim krążownikiem liniowym „Goeben” oraz lekkim „Breslau” (formalnie były tureckimi okrętami „Yavuz Sultan Selim” i „Midilli”).  „Ioann Złatoust” wraz z pancernikami „Jewstafij” i „Tri Swiatitiela” ostrzeliwał „Goeben”. Z powodu złej widoczności, „Ioann Złatoust”, który według procedur wypracowanych przed wojną, miał kierować skoncentrowanym ostrzeliwaniem celu przez wszystkie okręty, źle ocenił odległość i ogień jego (6 pocisków 305 mm) oraz „Triech Swiatitieli” był nieskuteczny. Jedynie „Jewstafij” i „Goeben” nawzajem spowodowały sobie niewielkie uszkodzenia. 24 grudnia 1914 r. doszło do ponownej krótkiej potyczki z zespołem niemieckim, w której „Ioann Złatoust” odniósł powierzchowne uszkodzenia (sam wystrzelił 1 pocisk 203 mm i 7 pocisków 152 mm). 
Do ostatniego starcia z „Goeben” doszło 27 kwietnia (10 maja) 1915 pod Bosforem. „Ioann Złatoust” wystrzelił w nim 75 pocisków 305 mm i 4 pociski 203 mm. Po tej bitwie, w związku ze wstąpieniem do służby nowych drednotów „Impieratrica Marija” i „Impieratrica Jekatierina Wielikaja”, rosyjskie przeddrednoty były już używane do zadań drugorzędnych, jak ostrzał celów naziemnych, w tym Zonguldaku. W 1915 roku zdjęto pozostałe działa 75 mm, montując działa przeciwlotnicze. Oba okręty typu brały jeszcze udział w drugim bombardowaniu Warny w maju 1916 roku. Ostatni rejs bojowy okręty Floty odbyły 19-23 listopada 1917.

### Wojna domowa
Bezpośrednio po rewolucji bolszewickiej, okręty Floty nie były już używane. W 1918 roku dyscyplina zaczęła spadać i część załogi opuściła okręty. 22-24 lutego 1918 roku doszło do ekscesów i rozruchów w Sewastopolu, wspieranych przez komunizujących marynarzy. „Ioann Złatoust” został porzucony w Sewastopolu, gdzie został przejęty przez oddziały niemieckie zajmujące miasto 30 kwietnia 1918 roku (starego stylu). Na „Ioannie Złatoustym” Niemcy podnieśli swoją banderę, lecz okręt nie został przyjęty do służby i powoli był pozbawiany wyposażenia. W listopadzie 1918 roku stojące tam okręty zostały przekazane wojskom brytyjskim, które w kwietniu 1919 roku, opuszczając miasto, zniszczyły ich cylindry maszyn, żeby nie mogły zostać wykorzystane przez bolszewików.
Po odejściu białych z Krymu w listopadzie 1920 i zajęciu Sewastopola przez oddziały bolszewików, zlecili oni zakładom w Mikołajowie odlanie nowych cylindrów maszyn najbardziej wartościowych okrętów, w tym „Ioanna Złatousta”, lecz zadanie to okazało się niewykonalne w panującym chaosie porewolucyjnym i brakach wykwalifikowanych specjalistów. Pancernik nie otrzymał już nowej nazwy i został pocięty na złom w latach 1922–1923.